# Spongia officinalis
Spongia officinalis (Linnaeus, 1759) és una espècie d'esponja marina molt utilitzada com a esponja de bany. Pertany a la família Spongiidae i al gènere Spongia, que inclou 70 espècies.
És un animal hermafrodita capaç de reproduir-se asexualment, per fragmentació o sexualment. Els individus són de color gris fosc, tornant-se groc o marró en assecar-se. Les larves neden lliurement fins a fixar-se en el fons oceànic o en alguna superfície submergida. Els individus madurs són per tant bentònics, creixen molt lentament, triguen aproximadament quaranta anys a aconseguir la grandària d'una pilota de beisbol. La seva pesca amb interessos comercials ha provocat una important disminució de les poblacions.

## Distribució
Es troba en el mar Mediterrani, mar del Carib i a les Índies Occidentals.
L'esponja de bany ordinària existeix en diferents formes; la rodona és la més comuna i habita a profunditats d'entre 0,5 metres i 40 metres de profunditat. La coloració de l'animal varia en funció de la profunditat, des d'un color blanc groguenc fins al negre, però es troba normalment entre marró fosc i gris fosc; l'interior és blanc.

## En la cultura
Existeix una coneguda sèrie animada, Bob Esponja, en la que una esponja és el personatge principal amb diverses criatures submarines humanitzats.